# Metazaleptus montanus
Metazaleptus montanus is een hooiwagen uit de familie Sclerosomatidae.